# Altura (Castromarín)
Altura es una freguesia portuguesa del municipio de Castromarín, con 10,88 km² de área y 1920 habitantes (2001). Densidad: 176,5 hab/km².

## Geografía
Comprende una parte de la costa del municipio de Castromarín, que incluye la Playa de Alagoa, la cual se encuentra en la Bahía de Monte Gordo. 
La localidad conocida hoy como Altura, comprende dos zonas contiguas: una más al norte, cerca de la Carretera Nacional 125 (Altura propiamente dicha), y otra junto a la denominada Playa de Alagoa.

## Demografía
| Población de la freguesía de Altura | Población de la freguesía de Altura | Población de la freguesía de Altura |
| Año                                 | Pop.                                | ±%                                  |
| ----------------------------------- | ----------------------------------- | ----------------------------------- |
| 2001                                | 1 920                               | —                                   |
| 2011                                | 2 195                               | +14.3%                              |
| 2021                                | 2 106                               | −4.1%                               |